# Mushishi
Mushishi (jap. 蟲師) ist eine Manga-Serie der japanischen Zeichnerin Yuki Urushibara, die sich dem Seinen-Genre zuordnen lässt. Sie erschien von 1999 bis 2008 und umfasst über 1500 Seiten. Mushishi wurde 2005 als Anime-Fernsehserie und 2006 als Realfilm umgesetzt.

## Handlung
In einer Welt, die in etwa dem Japan Anfang des 20. Jahrhunderts ähnelt, existieren Wesen weder tierischer noch pflanzlicher Natur. Die Lebewesen, denen man eine große Verbindung zur Natur nachsagt, werden Mushi (蟲, wörtlich übersetzt „Insekt“, im weiteren Sinn aber auch „Wesen“, „Naturell“) genannt.
Das Zusammenleben von Menschen und Mushi erweist sich oft als problematisch. Die Mushi sind für die meisten Menschen unsichtbar, wenige Menschen, die sie sehen können, reisen oft als Mushishi durch die Welt und versuchen den Menschen, die durch Mushi verursachte Probleme haben, zu helfen. Der weißhaarige Ginko (ギンコ), der durch ein Mushi in seiner Kindheit ein Auge verloren hat, arbeitet als Mushi-Meister (mushishi) und begegnet auf seinen Reisen verschiedenen Menschen und Mushis. Wenn er auf Menschen trifft, die durch Mushi zu Schaden kommen, ermittelt er erst sorgsam die Ursache und die Art des Mushi, ehe er es zu vertreiben versucht, ohne es zu töten.

## Veröffentlichungen
Yuki Urushibara zeichnete 1998 eine Kurzgeschichte mit dem Titel Mushishi, sandte diese dem japanischen Manga-Magazin Afternoon zu und erhielt daraufhin den Afternoon Shiki-Preis. Nach Erscheinen der Kurzgeschichte entschied sie sich, die Kurzgeschichte zu einer längeren Manga-Serie auszubauen. Ab 1999 erschien Mushishi in der Form von in sich abgeschlossenen Einzelkapiteln, die alle eine Geschichte über jemanden mit Problemen mit Mushi zeigen, im vierteljährlich erscheinenden Manga-Magazin Afternoon Season Zōkan. Nachdem Afternoon Season Zōkan 2002 eingestellt worden war, wechselte die Manga-Serie ins auflagenstärkere „Hauptmagazin“ Afternoon, das sich monatlich über 130.000 mal verkauft, und wurde dort bis Herbst 2008 veröffentlicht. Mushishi entwickelte sich schnell zu einer der beliebtesten Serien des Magazins, in dem unter anderem auch Hiroaki Samuras Blade of the Immortal und Kosuke Fujishimas Oh! My Goddess erscheinen. Der Kōdansha-Verlag fasste die Einzelkapitel ab November 2000 in insgesamt 10 Sammelbände zusammen.
- Band 1: 22. November 2000, ISBN 4-06-314255-8
- Band 2: 22. Februar 2002, ISBN 4-06-314284-1
- Band 3: 20. Dezember 2002, ISBN 4-06-314312-0
- Band 4: 23. Oktober 2003, ISBN 4-06-314332-5
- Band 5: 22. Oktober 2004, ISBN 4-06-314361-9
- Band 6: 23. Juni 2005, ISBN 4-06-314381-3
- Band 7: 23. Februar 2006, ISBN 4-06-314404-6
- Band 8: 23. Februar 2007, ISBN 978-4-06-314442-0
- Band 9: 22. Februar 2008, ISBN 978-4-06-314488-8
- Band 10: 21. November 2008, ISBN 978-4-06-314537-3

In den Ausgaben 1/2014 vom 25. November 2013 und 2/2014 vom 25. Dezember 2014 der Afternoon erschien später ein Sonderkapitel (tokubetsuhen) namens Hihamu Kage (日蝕む翳).
Eine deutsche Übersetzung wurde von Manga Cult zwischen Juni 2020 und Dezember 2021 veröffentlicht. Im August 2024 veröffentlichte der Verlag einen vergünstigten Doppelpack, bestehend aus den ersten beiden Bänden. Die Manga-Serie wurde unter anderem ins Englische durch Del Rey, ins Französische durch Kana, ins Italienische durch Star Comics und ins Spanische durch Norma Editorial übersetzt. 

## Erfolg und Auszeichnungen
Die ersten sieben Sammelbände verkauften sich in Japan bis etwa Juli 2006 über 2,5 Millionen Mal. Ein Jahr später konnte der Manga 3,8 Millionen verkaufte Bücher aufweisen.
Yuki Urushibara wurde für Mushishi 2003 mit dem Media Arts Award als Preis für Exzellenz und 2005 mit dem Kodansha-Manga-Preis in der Kategorie „Allgemeines“ ausgezeichnet.

## Verfilmungen

### Anime

#### Mushishi
Von 23. Oktober 2005 bis 12. März 2006 nach Mitternacht (und damit am vorigen Fernsehtag) wurden auf den japanischen Fernsehsendern Kansai TV und Fuji TV zwanzig Episoden einer Anime-Serie auf Basis des Mangas erstausgestrahlt, sowie mit bis zu einer Woche Versatz auch auf den zugehörigen Sendern TV Shin-Hiroshima, TV Nishi-Nippon, Tokai TV und Hokkaidō Bunka Hōsō. Sechs weitere Folgen erschienen vom 15. Mai bis 19. Juni 2006 nach Mitternacht auf dem Satellitenprogramm BS Fuji. Die Anime-Serie, die auf den ersten 26 Einzelkapiteln des Mangas basiert, entstand im Animationsstudio Artland. Regie bei der Serie führte Hiroshi Nagahama.
Die Hauptfigur Ginko wird von Yuto Nakano gesprochen. Das englischsprachige Titellied, The Sore Feet Song, stammt vom britischen Singer-Songwriter Ally Kerr.
Die Anime-Serie gewann 2006 bei der fünften Tōkyō Kokusai Anime Fair in den Kategorien Beste Fernsehserie und Bestes Szenenbild.
Im Herbst 2023 gab der Publisher polyband Medien die Lizenzierung der Anime-Adaption für den deutschsprachigen Raum bekannt. Am 26. April 2024  erschien die deutsche Fassung der ersten Staffel auf insgesamt 4 Blu-rays. Hauptfigur Ginko wird im deutschen von Philipp Moog vertont.

#### Mushishi Tokubetsuhen: Hihamu Kage
Basierend auf dem 2013 erschienenen Sonderkapitel erschien am 4. Januar 2014 das 45-minütige Fernsehspecial Mushishi Tokubetsuhen: Hihamu Kage (蟲師 特別篇 日蝕む翳). Dieses wurde gleichzeitig auf Tokyo MX, Gunma TV, Tochigi TV und BS11 ausgestrahlt. Der Produktionsstab blieb zur Serie größtenteils unverändert.

#### Mushishi: Zokushō
Eine zweite Serie namens Mushishi: Zokushō (蟲師 続章, „Mushishi: Fortsetzungskapitel“) mit 10 Folgen lief vom 6. April bis 22. Juni 2014 Punkt Mitternacht (und damit am vorigen Fernsehtag) auf Tokyo MX, Gunma TV und BS11 an. Mit bis zu einer Woche Versatz folgten zudem Tochigi TV und Asahi Hōsō. Der Produktionsstab wurde abermals größtenteils übernommen. Ein Simulcast mit englischen, deutschen, französischen, spanischen und portugiesischen Untertiteln wird von Crunchyroll für die USA, Kanada, Europa, Afrika, dem Nahen Osten, Australien und Neuseeland gestreamt. Als Vorspanntitel wurde Shiver von der britischen Singer-Songwriterin Lucy Rose verwendet. Am 20. August 2014 lief auf BS11 eine weitere Extrafolge.
Eine zweite Staffel mit weiteren 10 Folgen lief vom 20. Oktober bis 22. Dezember 2014 kurz nach Mitternacht auf Tokyo MX, Tochigi TV und Gunma TV, sowie später BS11.

### Kinofilm
Katsuhiro Otomo führte Regie bei einer 131-minütigen Realverfilmung des Mangas. Die Hauptrolle spielte Joe Odagiri. Der Film, der auf den Manga-Kapiteln 7, 12 und 20 basiert, feierte seine Premiere am 7. September 2006 im Wettbewerb der 63. Internationalen Filmfestspiele von Venedig. Am 19. April 2007 hatte der Film seine Deutschlandpremiere auf der Nippon Connection in Frankfurt am Main. Er lief dort im Wettbewerb um den Publikumspreis des Festivals.

## Rezeption
Die Serie wurde mehrfach ausgezeichnet. 2003 erhielt der Manga den Exzellenz-Preis beim 7. Japan Media Arts Festival. 2006 wurde er mit dem Kōdansha-Manga-Preis für Manga allgemein ausgezeichnet. In der Kategorie für die beste künstlerische Leitung wurde die Serie 2006 auf der Tōkyō Kokusai Anime Fair ausgezeichnet.
Die deutsche Fanzeitschrift Funime hebt die ungewöhnliche Handlung der Serie hervor, in der es „kein Gut und kein Böse“ gebe, sondern die Ursache von Übel oft nur Unwissenheit sei. Statt Actionszenen setze der Anime auf den behutsamen Aufbau einer eigenen Welt mit interessanten Charakteren. Das Konzept der Mushi sei gerade nach westlichem Verständnis nur schwer zu erfassen – sind sie mal wie eine Naturkraft und mal metaphysisch. Die Charaktere des Animes seien zeichnerisch einfach gehalten, die Hintergründe dafür detailliert. Insbesondere bei den Mushi werde auf Computeranimation zurückgegriffen. Insgesamt biete die Serie ein gutes Animationsniveau und auch Soundtrack und Synchronisation seien gelungen.